# 四ツ車大八 (1980年生)
四ツ車 大八（よつぐるま だいはち、1980年7月24日 - ）は、岩手県花巻市出身で伊勢ノ海部屋所属の元大相撲力士。本名は山影 誠（やまかげ まこと）。身長184cm、体重154kg、血液型はO型。得意手は右四つ、寄り、投げ。最高位は西十両8枚目（2008年11月場所）。

## 略歴
- 花巻市立湯本中学校を卒業後、伊勢ノ海部屋へ入門[1]。
- 1996年3月場所 - 初土俵[1]。
- 1997年7月場所 - 四股名を四ツ車に改める。
- 2000年5月場所 - 三段目で7戦全勝を記録、しかし優勝決定戦で敗れ優勝ならず。
- 2008年
  - 7月場所 - 1番相撲から6連勝するも7番相撲で里山に敗れる。もう1人の全勝であった星風も敗れたため8人での優勝決定戦となったが、初戦で持丸に敗れ優勝を逃す。
  - 9月場所 - 西幕下13枚目の地位で7戦全勝し、幕下優勝を果たす。場所後の番付編成会議で十両昇進が決定した。その後後援会の打ち上げにて優勝を報告し四ツ車は「気を抜かずに今まで以上にけいこに励む」と決意を新たにした。
  - 11月場所 - 自己最高位の十両8枚目に昇進。新十両の場所では勝ち越しはできなかった。
- 2009年3月場所 - 3場所連続の負け越しで幕下に陥落。
- 2012年9月場所 - 3場所連続の負け越しで三段目に陥落。
- 2013年5月場所 - 4勝3敗と勝ち越したが、現役を引退[2]。
- 時期不明 - 股関節を痛める。
- 2017年1月6日 - 伊勢ノ海部屋の公式Facebookに、現在は東京五反田「ミート矢澤」に勤務しており春から名古屋店の副店長になることが記述された[3]。

## エピソード
- 幼少の頃に両親が離婚し、母親も花巻温泉に住み込みで働き不在がちだったため、母方の祖母に育てられた。母親と祖母は入門後に他界し、2008年9月場所後に帰省した際二人の墓前に関取昇進を報告した。
- 「四ツ車大八」の四股名は伊勢ノ海部屋に江戸時代から伝わる由緒あるもので、町火消と大乱闘を繰り広げた話は「め組の喧嘩」として、歌舞伎の題材になっている[4]。

## 主な成績
- 通算成績：370勝368敗  勝率.501
- 十両成績：16勝29敗  勝率.356
- 現役在位：103場所
- 十両在位：3場所
- 各段優勝
  - 幕下優勝：1回（2008年9月場所）

### 場所別成績
| | 一月場所 初場所（東京） | 三月場所 春場所（大阪） | 五月場所 夏場所（東京）   | 七月場所 名古屋場所（愛知） | 九月場所 秋場所（東京） | 十一月場所 九州場所（福岡） |
| --- | ----------------------- | ----------------------- | ------------------------- | --------------------------- | ----------------------- | --------------------------- |
| 1996年 （平成8年） | x                       | （前相撲）              | 東序ノ口37枚目 3–4        | 東序ノ口33枚目 5–2          | 東序二段167枚目 2–5     | 西序ノ口16枚目 3–4          |
| 1997年 （平成9年） | 東序ノ口24枚目 4–3      | 東序二段172枚目 3–4     | 西序二段188枚目 6–1       | 東序二段89枚目 4–3          | 西序二段61枚目 2–5      | 西序二段93枚目 4–3          |
| 1998年 （平成10年） | 東序二段69枚目 4–3      | 西序二段44枚目 3–4      | 西序二段63枚目 4–3        | 西序二段39枚目 5–2          | 東序二段筆頭 4–3        | 東三段目82枚目 3–4          |
| 1999年 （平成11年） | 西序二段筆頭 4–3        | 東三段目82枚目 3–4      | 東序二段3枚目 3–4         | 西序二段20枚目 4–3          | 東三段目100枚目 5–2     | 西三段目65枚目 4–3          |
| 2000年 （平成12年） | 西三段目49枚目 3–4      | 東三段目67枚目 3–4      | 西三段目86枚目 7–0        | 東幕下55枚目 2–5            | 東三段目18枚目 4–3      | 西三段目4枚目 1–6           |
| 2001年 （平成13年） | 東三段目29枚目 4–3      | 西三段目17枚目 3–4      | 東三段目35枚目 3–4        | 西三段目46枚目 6–1          | 西幕下57枚目 1–6        | 西三段目23枚目 4–3          |
| 2002年 （平成14年） | 東三段目13枚目 3–4      | 西三段目26枚目 3–4      | 東三段目45枚目 5–2        | 東三段目21枚目 6–1          | 西幕下43枚目 5–2        | 東幕下25枚目 4–3            |
| 2003年 （平成15年） | 西幕下19枚目 4–3        | 東幕下14枚目 5–2        | 東幕下8枚目 2–5           | 東幕下20枚目 3–4            | 東幕下30枚目 1–6        | 東幕下56枚目 5–2            |
| 2004年 （平成16年） | 西幕下32枚目 5–2        | 東幕下18枚目 5–2        | 西幕下10枚目 2–5          | 西幕下18枚目 3–4            | 西幕下23枚目 3–4        | 西幕下28枚目 4–3            |
| 2005年 （平成17年） | 西幕下23枚目 2–5        | 西幕下40枚目 3–4        | 東幕下49枚目 4–3          | 東幕下40枚目 5–2            | 東幕下26枚目 4–3        | 西幕下19枚目 4–3            |
| 2006年 （平成18年） | 西幕下13枚目 3–4        | 東幕下21枚目 3–4        | 西幕下29枚目 3–4          | 西幕下38枚目 2–5            | 東幕下55枚目 4–3        | 東幕下47枚目 1–6            |
| 2007年 （平成19年） | 東三段目20枚目 4–3      | 東三段目7枚目 6–1       | 東幕下33枚目 4–3          | 東幕下25枚目 4–3            | 東幕下20枚目 3–4        | 西幕下27枚目 3–4            |
| 2008年 （平成20年） | 東幕下34枚目 5–2        | 東幕下18枚目 1–6        | 西幕下42枚目 4–3          | 西幕下33枚目 6–1            | 西幕下13枚目 優勝 7–0   | 西十両8枚目 6–9             |
| 2009年 （平成21年） | 西十両10枚目 6–9        | 東十両14枚目 4–11       | 西幕下4枚目 1–6           | 西幕下24枚目 4–3            | 西幕下20枚目 3–4        | 西幕下27枚目 3–4            |
| 2010年 （平成22年） | 東幕下37枚目 4–3        | 西幕下31枚目 2–5        | 東幕下48枚目 5–2          | 東幕下31枚目 3–4            | 東幕下38枚目 3–4        | 東幕下45枚目 3–4            |
| 2011年 （平成23年） | 西幕下54枚目 5–2        | 八百長問題 により中止   | 東幕下39枚目 3–4          | 西幕下41枚目 4–3            | 東幕下32枚目 3–4        | 東幕下40枚目 4–3            |
| 2012年 （平成24年） | 東幕下35枚目 5–2        | 東幕下20枚目 3–4        | 東幕下28枚目 2–5          | 西幕下40枚目 2–5            | 東三段目4枚目 4–3       | 東幕下56枚目 2–5            |
| 2013年 （平成25年） | 東三段目21枚目 4–3      | 西三段目6枚目 2–5       | 東三段目37枚目 引退 4–3–0 | x                           | x                       | x                           |
| 各欄の数字は、「勝ち-負け-休場」を示す。 優勝 引退 休場 十両 幕下 三賞：敢=敢闘賞、殊=殊勲賞、技=技能賞 その他：★=金星 番付階級：幕内 - 十両 - 幕下 - 三段目 - 序二段 - 序ノ口 幕内序列：横綱 - 大関 - 関脇 - 小結 - 前頭（「#数字」は各位内の序列） |                         |                         |                           |                             |                         |                             |

## 改名歴
- 山影 誠（やまかげ まこと） 1996年3月場所 - 1997年5月場所
- 四ツ車 大八（よつぐるま だいはち）1997年7月場所 - 2013年5月場所